# Charles Farrell (attore irlandese)
Charles Farrell (Dublino, 6 agosto 1900 – Londra, 27 agosto 1988) è stato un attore irlandese.
Calcò le scene fin da bambino. A teatro, ricoprì spesso ruoli di villain, continuando dal 1927 la sua carriera anche al cinema. Prestò voce nelle fiabe radiofoniche della B.B.C. della Children's Hour.

## Filmografia parziale

### Cinema
- Le tre moschettiere (Wings of Youth), regia di Emmett J. Flynn (1925)
- Vinci per me! (The Ring), regia di Alfred Hitchcock (1927)
- Song of Soho, regia di Harry Lachman (1930)
- The House Opposite, regia di Walter Summers (1931)
- The Man at Six, regia di Harry Hughes (1931)
- The Flying Fool, regia di Walter Summers (1931)
- Il segno dei quattro (The Sign of Four: Sherlock Holmes' Greatest Case), regia di Graham Cutts (1932)
- L'avventura di Mr. Bliss (The Amazing Quest of Ernest Bliss), regia di Alfred Zeisler (1936)
- Dangerous Moonlight, regia di Brian Desmond Hurst (1941)
- Schweik's New Adventures, regia di Karel Lamač (1943)
- Sono un  criminale (They Made Me a Fugitive), regia di Alberto Cavalcanti (1947)
- I trafficanti della notte (Night and the City), regia di Jules Dassin (1950)
- Il corsaro dell'isola verde (The Crimson Pirate), regia di Robert Siodmak (1952)
- La bionda e lo sceriffo (The Sheriff of Fractured Jaw), regia di Raoul Walsh (1958)
- Cacciatori di donne (The Girl Hunters), regia di Roy Rowland (1963)
- Falstaff (Falstaff (Chimes at Midnight)), regia di Orson Welles (1965)
- Vampiri amanti (The Vampire Lovers), regia di Roy Ward Baker (1970)
- La morte va a braccetto con le vergini (Countess Dracula), regia di Peter Sasdy (1971)
- L'abominevole dottor Phibes (The Abominable Dr. Phibes), regia di Robert Fuest (1971)

### Televisione
- Robin Hood (The Adventures of Robin Hood) – serie TV, episodio 2x21 (1957)
- The Errol Flynn Theatre – serie TV, episodio 1x26 (1957)
- Agente speciale (The Avengers) – serie TV, episodio 1x14 (1961)
- Il Santo (The Saint) – serie TV, episodio 3x12 (1964)